# Chilocorus stigma
Espèce
Chilocorus stigma est une espèce de coccinelles indigène des États-Unis et du Canada, mais qui ne vit pas à l'ouest de la Sierra Nevada[réf. nécessaire]. Elle a également été introduite à Hawaï. Elle est noir brillant avec une tache rouge sur chaque élytre. Le reste du corps est également noir, mais l'abdomen est jaune ou rouge. Elle est parfois confondue avec la coccinelle Chilocorus orbus (en), très répandue en Californie.

## Habitat et ravageurs consommés
C. stigma vit principalement dans des habitats terrestres/arboricoles, se nourrissant principalement de pucerons trouvés dans ces habitats ainsi que de cochenilles (telles que la cochenille des aiguilles de pin Chionaspis pinifoliae (en), la cochenille de l'écorce du hêtre Cryptococcus fagisuga (en)et la cochenille rouge de Floride Chrysomphalus aonidum (en)) et de cochenilles farineuses. C'est un insecte bénéfique, utile à la fois dans les peuplements de bois naturels et dans les forêts commerciales telles que les vergers et les plantations d'agrumes. Il est bénéfique contre les espèces non indigènes. Un ravageur de la pruche introduit, la cochenille Fiorinia externa (sv), qui cause des dommages considérables aux pruches dans toute l'Amérique du Nord, peut être modérément contrôlé par la présence de C. stigma. C. stigma ne peut pas actuellement être vendue pour être utilisée dans les vergers ou dans les fermes.

## Cycle biologique et problèmes
C. stigma a généralement chaque année deux générations complètes au Canada et dans le nord des États-Unis, plus encore plus au sud. Elle hiverne dans la litière du sol pendant les mois les plus froids. Il a été démontré qu'elle est, comme les autres coccinelles, sensible à l'utilisation des insecticides, qui diminuent sa population dans la nature. Les utilisateurs de ces produits sont encouragés à utiliser des alternatives naturelles aux pesticides afin de freiner son déclin.

## Variation chromosomique
Les chromosomes (caryotype) de Chilocorus stigma varient d'un individu à l'autre, tant par le nombre de chromosomes (aneuploïdie) que par leur structure (polymorphisme chromosomique (en)),. Cette variabilité apparaît à la suite de fusions ou de dissociations de chromosomes.